# De Beste Hobbykok van Vlaanderen
De Beste Hobbykok van Vlaanderen is een realityprogramma dat uitgezonden wordt op de commerciële zender VTM vanaf 1 september 2009. In 2013 loopt er een derde seizoen.

## Concept
Driesterrenchefs Peter Goossens en Sergio Herman gaan in deze afvalrace op zoek naar de beste hobbykok van Vlaanderen. Bij elke aflevering moeten de kandidaten een bepaalde culinaire proef doorstaan en op basis daarvan moeten ze op het einde van de aflevering een test afleggen van wat ze geleerd hebben waarbij Peter Goossens en Sergio Herman tips en kritiek geven over de geleverde opdracht

## Reeks 1
Van de 75 geselecteerden konden uiteindelijk 13 kandidaten om de titel strijden in de trainingskeuken.
Tijdens een spannende finale werd Claudia Allemeersch verkozen als winnaar.
Op een tweede plaats eindigde Hedwig Verlinden. De derde stek werd bemachtigd door Inge Van de Vyver.

## Reeks 2
Tijdens aflevering 1 kozen Peter Goossens en Sergio Herman uit meer dan duizend inzendingen de beste 100. Die elk een gerecht naar keuze maakte. Daaruit selecteerde zij nog 24 overblijvende kandidaten. Deze 24 moesten een Vlaamse klassieker maker. De beste 13 kregen een schort en komen terecht in de trainingskeuken. De finale werd uiteindelijk gewonnen door Johan Engelen uit Zoutleeuw, Joyce Van Rijkel uit Menen werd tweede.

## Reeks 3
In 2013 werd Peter Goossens vervangen door sterrenchef Gert De Mangeleer. Goossens zou het programma niet kunnen combineren met zijn restaurant Hof van Cleve.